# 哈林下銀漢魚
哈林下銀漢魚（学名：Hypoatherina harringtonensis）為輻鰭魚綱銀漢魚目銀漢魚科的其中一種，分布於西大西洋加勒比海、墨西哥灣至南美洲北部海域，體長可達10公分，為熱帶海水魚，棲息在珊瑚礁海域，以浮游生物為食，生活習性不明。